# Kvantová teleportace
Kvantová teleportace (anglicky quantum teleportation) je kvantově-informatický protokol, který umožňuje pomocí klasické zprávy přenést kvantový stav z jednoho fyzikálního systému na druhý. Takovými systémy jsou obvykle jednotlivé částice světla či hmoty a klasickou zprávou je pak míněna posloupnost bitů, kterou lze zaslat například pomocí rádiových vln. Samotná teleportace probíhá tak, že dvě vzdálené stanice mají každá po jednom fyzikálním systému, přičemž vysílací stanice nejprve svůj systém změří a naměřenou hodnotu zašle do přijímací stanice, která na základě přijaté zprávy pozmění svůj systém. Při správně provedeném protokolu je kvantový stav systému ve vysílací stanici přenesen na systém ve stanici přijímací.
Ačkoli se běžně hovoří například o teleportaci částic, je třeba zdůraznit, že při kvantové teleportaci nedochází k přenosu hmoty. Na rozdíl od představy vycházející ze sci-fi filmů je při kvantové teleportaci přenášen kvantový stav této hmoty, ne hmota samotná. Princip fungování kvantové teleportace spočívá na dvou čistě kvantově-mechanických jevech. Tím prvním je kvantové provázání, kdy musejí obě stanice před samotným přenosem sdílet pár vhodně připravených fyzikálních systémů v kvantově provázaném stavu. Tím druhým je pak kvantové měření, které vede k redukci vlnové funkce dvou původně nezávislých systémů do kvantově provázaného stavu.
Od svého teoretického návrhu v roce 1993, jehož autoři jsou Charles H. Bennett, Gilles Brassard, Claude Crépeau, Richard Jozsa, Asher Peres a William K. Wootters, a první experimentální realizace v roce 1997 v laboratoři Antona Zeilingera doznala kvantová teleportace celé řady teoretických zobecnění a experimentálních provedení. I přes značný pokrok se však dosud podařilo teleportovat jen stavy poměrně jednoduchých fyzikálních systémů jakými jsou třeba jednotlivé částice hmoty, jako atomy či ionty, nebo částice světla, to jest fotony. Teleportace větších objektů je prozatím zcela mimo současné technologické možnosti. Nabízí se i otázka, proč vůbec používat složitý protokol jakým je kvantová teleportace, když lze částici o daném kvantovém stavu prostě poslat z jedné stanice na druhou. Tedy zcela analogicky tomu, jak je posílána informace v klasické komunikaci. Jedním z důvodů, proč může být kvantová teleportace výhodnější, je fakt, že kvantové stavy jsou obecně velmi náchylné na rušivé vlivy okolí. Klasické zprávy jsou naproti tomu vůči vlivům prostředí mnohem odolnější a poslání pouhé klasické zprávy mezi stanicemi je tak spolehlivější.

## Popis protokolu

### Neformální úvod
Pod teleportací objektů ve sci-fi seriálech se často rozumí proces, kdy je daný objekt "odhmotněn" na jedné stanici a posléze opět "zhmotněn" na stanici druhé, přičemž přenos informace o teleportovaném objektu probíhá pomocí jistého paprsku. Intuitivně tak lze očekávat, že při teleportaci částice nejprve vysílací stanice změří svoji částici a výsledek měření zašle stanici přijímací. Ta na základě přijaté zprávy zrekonstruuje svou částici. Kvantový stav byť i jen jedné jediné částice je však popsán komplexními čísly a tak by při použití tohoto naivního přístupu bylo třeba přeposlat ohromné množství klasické informace. Zásadnější komplikací je nicméně fakt, že při každém kvantovém měření dochází ke kolapsu vlnové funkce částice a daný kvantový stav se tak změřením zničí.
Tento zdánlivě nepřekonatelný problém lze obejít zavedením dodatečného prvku a sice dvojice provázaných částic, kdy jedna částice sedí u vysílací a druhá u přijímací stanice. Tento pár částic funguje jako můstek mezi oběma stanicemi, kde jeho úprava na jedné straně se díky kvantovému provázání přenáší na stanici druhou. Úpravou na straně vysílací stanice je přitom míněno změření vstupní částice spolu s první provázanou částicí. Ze zákonů kvantové fyziky plyne, že získaný naměřený výsledek je náhodný — může být se stejnou pravděpodobností roven jedné z několika hodnot. Pro úspěšné dokončení teleportace je tak ještě nutno zaslat klasickou zprávu o naměřeném výsledku do přijímací stanice. Na základě obdržené zprávy upraví přijímací stanice svoji částici a tím je teleportace hotova. V následující kapitolce je krok po kroku popsán postup, jakým lze teleportovat kvantový stav částice. Vysvětlení tohoto postupu je pak rozvedeno v sekci "Teoretické odvození".

### Jednotlivé kroky

Schematický popis kvantové teleportace, kde je nejprve v "nultém kroce" ze zdroje S rozeslána mezi stanice A a B dvojice provázaných qubitů. Zbytek protokolu je popsán v hlavním textu.

Následující popis se vztahuje k nejjednodušší verzi teleportace, kdy jsou za všechny uvažované kvantové systémy brány qubity, to jest systémy, které mají dvourozměrný stavový prostor. Pro snazší vyjadřování se však dále místo o qubitech hovoří o částicích.
Teleportace probíhá mezi vysílací a přijímací stanicí, které se běžně v literatuře označují anglickými jmény Alice a Bob. Před zahájením protokolu má Alice k dispozici dvě částice. Jednu, jejíž stav {\displaystyle |\psi \rangle } chce teleportovat, a jednu, jež je částí provázaného páru. Pro konkrétnost vezměme za stav tohoto páru symetrický Bellův stav {\displaystyle |\Phi ^{+}\rangle }, ačkoli lze protokol níže upravit i pro jinou volbu (maximálně) provázaného stavu. Druhou částici z provázaného páru má ve svém držení Bob. Cílem je, aby kvantový stav Bobovy částice byl pro dokončení protokolu tentýž, jako je stav první Aliciiny částice před zahájením protokolu, to jest {\displaystyle |\psi \rangle }. Samotný komunikační protokol probíhá následovně:
1. Kvantové měření — Alice provede měření svých dvou částic v Bellově bázi tvořené stavy {\displaystyle |\Phi ^{+}\rangle }, {\displaystyle |\Phi ^{-}\rangle }, {\displaystyle |\Psi ^{+}\rangle } a {\displaystyle |\Psi ^{-}\rangle }. Obě částice je přitom nutno měřit současně jako by se jednalo o jeden celek.
2. Přeposlání klasické zprávy — Měřením Alice obdrží náhodně jeden ze čtyř výsledků, řekněme 1 až 4, který následně zašle jako klasickou zprávu Bobovi. Pravděpodobnost naměření kterékoli z těchto čtyř hodnot je shodná a rovná 1/4. Hodnota 1 odpovídá situaci, kdy se změřením Aliciiny částice dostanou do stavu {\displaystyle |\Phi ^{+}\rangle }. Hodnota 2 odpovídá obdobně stavu {\displaystyle |\Phi ^{-}\rangle }, hodnota 3 stavu {\displaystyle |\Psi ^{+}\rangle } a konečně hodnota 4 stavu {\displaystyle |\Psi ^{-}\rangle }.
3. Rekonstrukce stavu — Na základě hodnoty přijaté ve zprávě aplikuje Bob na svou částici jednu ze čtyř Pauliho matic. Konkrétně, obdrží-li hodnotu 1, tak se svou částicí dál již nemanipuluje, což formálně odpovídá aplikaci identické matice. Při obdržení zprávy 2 aplikuje Bob na svou částici operaci {\displaystyle \sigma _{z}}, to jest třetí Pauliho matici. Při obdržení hodnoty 3 aplikuje první Pauliho matici {\displaystyle \sigma _{x}} a konečně při obdržení zprávy 4 aplikuje na svou částici druhou Pauliho matici vynásobenou imaginární jednotkou, to jest {\displaystyle i\sigma _{y}}.

Tímto je teleportace stavu dokončena. Jak je podrobně vysvětleno v oddíle "Teoretické odvození", je v každém ze čtyř případů výsledný stav Bobovy částice shodný s původním stavem {\displaystyle |\psi \rangle } Aliciiny částice. K přenosu je nutno zaslat jednu ze čtyř hodnot, čehož lze docílit zasláním dvou bitů klasické informace. Přesně jeden qubit a dva bity jsou tak nutné k teleportaci jedné částice, jak je schematicky naznačeno v obrázku napravo. Chceme-li teleportovat částic více, musíme mít pro každou z nich již dopředu připraven samostatný Bellův provázaných pár a výše uvedený postup provést pro každou zvlášť.
Právě popsaný teleportační protokol je přitom platný jak pro čisté stavy {\displaystyle |\psi \rangle }, tak i pro stavy smíšené, a teleportovat tak lze i částice, které jsou samy součástí většího, třeba i provázaného, stavu, viz též oddíl "Teleportace provázaného systému". Jak plyne z diskuze výše, kvantová teleportace rozdělí informaci o původním systému, představovanou počátečním kvantových stavem, do ryze klasické části, která je Alicí zaslána Bobovi jako klasická zpráva, a ryze kvantové části, představované provázaným Bellovým stavem. Klasickou zprávu může navíc Alice rozeslat do všech směrů rádiovými vlnami a tak i když třeba Bob bez Aliciina vědomí mění svoji polohu, je stále schopen dokončit teleportaci a zrekonstruovat u sebe původní stav Aliciiny částice.

## Vlastnosti a použití

### Teleportace versus přímý přenos
Pro úspěšné provedení kvantové teleportace je nutno splnit několik podmínek a sice: Alice i Bob musí mít předem připravený pár maximálně kvantově provázaných částic, Alice musí umět své částice změřit v Bellově bázi a zaslat zprávu Bobovi, a konečně Bob musí být schopen po přijetí této zprávy na svou částici aplikovat vhodnou operaci. A to všechno pro teleportaci jedné jediné částice. Jestliže měla u sebe na počátku Alice částici v jistém neznámém stavu {\displaystyle |\psi \rangle }, tak jediné, co teleportace provede, je to, že na jejím konci má částici ve stavu {\displaystyle |\psi \rangle } Bob. Na místě je tak otázka, proč místo teleportace Alice prostě svoji částici ve stavu {\displaystyle |\psi \rangle } Bobovi nepošle přímo. Výsledek je totiž tentýž, alespoň co se přenosu kvantového stavu týče.
Jednou z výhod kvantové teleportace je v tomto ohledu větší odolnost vůči rušení přenosu informace. Kvantové stavy jsou velmi křehké — v realistických podmínkách interaguje daná částice s dalšími částicemi v okolí a tím se její stav postupně mění, až nakonec může k Bobovi doputovat částice o velmi odlišném kvantovém stavu. Klasické zprávy jsou naopak vůči vlivům prostředí velmi odolné a jejich spolehlivost lze navíc zvýšit různými kódovacími metodami. Namísto přenosu citlivého kvantového stavu stačí ve výše popsaném protokolu zaslat dva bity klasické zprávy. Viz též oddíl "Odolnost vůči vlivům prostředí".
Porovnejme dále teleportaci s případem, kdy Alice nejdříve svoji částici změří a získanou informaci zašle Bobovi, aniž by tito dva dopředu sdíleli provázaný pár částic. Takovýto způsob může rozumně fungovat jen tehdy, je-li Alice schopna na základě jediného kvantového měření identifikovat stav své vstupní částice, což není obecně kvůli kolapsu vlnové funkce možné. Pokud by však dopředu věděla, že je vstupní částice v jednom z předem zadaných (nejlépe ortonormálních) stavů, lze identifikaci provést a výsledek měření zaslat Bobovi. Ten pak může daný kvantový stav vytvořit nanovo na své částici. Naproti tomu u teleportace nemusí Alice počáteční stav své částice vůbec znát a s použitím jediného měření dojde ke spolehlivému přenosu stavu k Bobovi .

### Odolnost vůči vlivům prostředí
Při praktické realizaci kvantové teleportace nelze opomenout úplně počáteční krok, kdy je mezi Alici a Boba distribuována dvojice částic nacházející se v Bellově stavu. Bellovy stavy jsou speciálními příklady maximálně provázaných čistých kvantových stavů. Kvantové provázání je v některých ohledech ještě náchylnější na vlivy okolí, na tak zvanou dekoherenci, než jsou stavy jednotlivých částic, což se může projevit právě během rozeslání provázaných částic k Alici a Bobovi. Tito tak již od samého počátku pracují se špatně provázaným stavem a pokud by s tímto nedostatkem nic neudělali, nefungovala by teleportace správně či vůbec. Existují nicméně tak zvané purifikační protokoly, které umožňují z většího počtu hůře provázaných párů vyzískat menší počet lépe provázaných párů. Místo jediného provázaného páru je tak Alici a Bobovi rozesláno hned několik párů a tito posléze z těchto obdržených párů, jejichž stav se znekvalitnil během rozeslání, vypurifikují jeden pár, který je vysoce kvantově provázán. Tuto purifikaci lze provést před zahájením samotné teleportace a teleportace jako taková pak již probíhá standardním způsobem popsaným výše.

### Přenos informace
Při teleportaci zjevně dojde k přenosu jednoho qubitu kvantové informace. Pozoruhodné ovšem je, že ani počáteční provázaný stav, ani klasická zpráva poslaná Bobovi, žádnou informaci sami o sobě nenesou. A to z následujícího důvodu: dvojice částic v provázaném stavu může být rozeslána mezi Alici a Boba dlouho předtím, než Alice vůbec ví, že bude nějaký qubit teleportovat. Informace o teleportovaném qubitu tak může od Alice k Bobovi doputovat nanejvýš pomocí dvoubitové klasické zprávy. Jenže ani to není možné, protože tato zpráva pouze říká, jaký výsledek Alice svým Bellovým měřením obdržela. Tento výsledek je ale naprosto náhodný — bez ohledu na tvar teleportovaného qubitu je pravděpodobnost naměření každé ze čtyř možností vždy tatáž a sice 25 %. Provázaný stav ani klasická zpráva tedy žádnou informaci o teleportovaném qubitu nenesou a přesto jsou nezbytné (a postačující) pro úspěšnou teleportaci(!)

### Podmíněná teleportace
Teleportační protokol popsaný v oddíle "Jednotlivé kroky" se ve druhém kroce rozpadá na čtyři různé scénáře podle toho, kterou ze čtyř hodnot Alice obdrží měřením na svých částicích. Každý z těchto čtyř scénářů může nastat s pravděpodobností 25 % a v každém z nich je Bob schopen na základě obdržené zprávy správně pozměnit stav své částice. Uvažme nyní zjednodušený protokol, kdy Alice měří jen to, zda se její dvě částice nacházejí v jednom konkrétním Bellově stavu, řekněme stavu {\displaystyle |\Phi ^{+}\rangle }. Je-li tomu tak, zašle Alice Bobovi zprávu "OK", v opačném případě zašle zprávu "zahoď". Pokud Bob obdrží zprávu "OK", tak ví, že teleportace proběhla úspěšně a že se jeho částice nachází v teleportovaném stavu. Pokud Bob obdrží zprávu "zahoď", tak svou částici zahodí a k teleportaci nedojde. Mají-li Alice s Bobem dopředu připraven větší počet částic, tak při obdržení zprávy "zahoď" si oba vezmou nový pár provázaných částic a pokusí se o teleportaci znovu.
Takto zjednodušený protokol sice ve třech čtvrtinách případů skončí nezdarem (jeho účinnost je pouze 25 %), ve zbylé čtvrtině ovšem dojde ke správnému přenesení stavu k Bobovi (fidelita přenesených stavů je tedy stále 100 %). Výhodou tohoto zjednodušení je snazší implementace — není třeba provést náročné měření v Bellově bázi a klasickou zprávu lze reprezentovat pouze jedním bitem a ne dvěma, protože stačí zaslat pouze jednu ze dvou zpráv. Tomuto zjednodušenému protokolu se občas říká podmíněná teleportace (anglicky conditional teleportation).

### Teleportace provázaného systému
Částice, kterou má ve svém držení Alice a jejíž stav chce teleportovat Bobovi, může být sama součástí provázaného páru. Dostáváme tak symetrickou situaci se dvěma provázanými páry, kde Alice drží vždy po jedné části obou párů, Bob má u sebe částici jednu a podobně má jednu částici i třetí účastník protokolu, Cyril. Na počátku sdílí jeden provázaný pár Alice s Bobem a jeden provázaný pár Alice s Cyrilem. Po provedení kvantové teleportace, jež probíhá zcela totožně, jak je předvedeno výše, je kvantové provázání předistribuováno mezi účastníky protokolu. Alice má na konci ve svém držení pár provázaných částic. Co je ale důležitější je to, že nyní sdílí provázaný pár i Bob s Cyrilem. A to přesto, že Bob s Cyrilem nejenže neměl společný žádný pár, ale ani spolu tito dva účastníci během teleportace nijak nekomunikovali. Této variaci kvantové teleportace se anglicky říká entanglement swapping, což lze přeložit jako prohození provázání.
Jedna z možných aplikací prohozeného provázání je ustavení provázaného páru mezi dvěma velmi vzdálenými komunikačními stanicemi způsobem označovaným jako kvantový opakovač (anglicky quantum repeater). Tímto označením se spíše než nějaké zařízení míní celý model přenosu provázání, kde jsou obě stanice součástí nějaké větší kvantové komunikační sítě s jistým počtem mezilehlých uzlů, přičemž rušivé vlivy prostředí a šum stanicím znemožňují, aby si provázané částice mezi sebe poslaly rovnou. Každý uzel sítě je přitom schopen generovat páry provázaných částic a posílat sousedním uzlům klasické zprávy. Pro ustavení provázaného páru mezi stanicemi A a B tak zjednodušeně řečeno stačí, aby tento pár vytvořila stanice A, jednu částici z páru si ponechala a tu druhou teleportovala do nejbližšího uzlu. Tento uzel v teleportaci pokračuje do sousedního uzlu a tak dále, až je částice teleportována do stanice B. Na konci tedy stanice A a B sdílejí pár provázaných částic. Kvantový opakovač umožňuje tohoto rozeslání docílit jen s minimálními nároky na mezilehlé uzly.

### Teleportace jako výpočetní primitivum
Teleportace slouží i jako jeden ze základních stavebních kamenů složitějších algoritmů, komunikačních protokolů či výpočetních architektur. Kvantovou teleportaci lze upravit do podoby, kdy nejen, že se počáteční stav přenese od vysílatele k příjemci, ale je na něj současně aplikována i předem zadaná unitární operace. Takto upravenému teleportačnímu protokolu se říká teleportace hradla a věnuje se mu samostatná kapitola níže. Teleportace hradla pak hraje zásadní roli v několika architekturách kvantového počítání. Jsou-li za nosiče informace zvoleny fotony a k provádění kvantových algoritmů je použito KLM schématu, je teleportace hradel využita pro zvýšení účinnosti jednotlivých fotonových hradel . Tyto a podobné návrhy se již dočkaly i experimentální realizace, viz např. . Zcela nepostradatelná je pak teleportace hradel v kvantové výpočetní architektuře založené na měření. V této architektuře je namísto unitárních hradel využito postupných kvantových měření na velkém množství qubitů, přičemž vhodnou volbou měřicí báze dochází ke zpracovávání informace na ještě nezměřených qubitech.

## Zdánlivé paradoxy a nedorozumění

Průběh kvantové teleportace v čase. Nejprve je mezi Alici a Boba rozeslán pár kvantově provázaných částic, který se z historických důvodů někdy též označuje jako EPR pár. Poté Alice změří svoji část EPR páru spolu s částicí, třeba fotonem, jejíž stav hodlá teleportovat. Změřením Alice obdrží zprávu o dvou bitech, které posléze zašle Bobovi. Po přijetí zprávy Bob na svou částici aplikuje odpovídající operaci a tím získá do svého držení původní stav Aliciiny částice.

Nesprávné porozumění principů, na kterých je založena kvantová teleportace, vedlo v minulosti k nedorozuměním. Některá z nich jsou diskutována níže.
Zavádějící název
Již samotné pojmenování kvantové teleportace je do určité míry nešťastné, protože na rozdíl od procesu zobrazovaného ve sci-fi seriálech nedochází při kvantové teleportaci k přenosu hmoty. Co je přenášeno, je "jen" stav hmoty, přesněji řečeno kvantový stav teleportovaného systému. V případě částic světla, fotonů, může být takovým stavem například frekvence kmitání daného fotonu, to jest jeho "barva". Zjednodušeně řečeno pak při kvantové teleportaci dochází k přenosu barvy fotonu z výchozí stanice na foton ve stanici přijímací. Aby k přenosu ale mohlo vůbec dojít, musí být v přijímací stanici už připraven jiný foton, na který chceme onu barvu přenést. V čistě hypotetickém případě teleportace lidí by tedy k přenosu člověka musela v přijímací stanici již dopředu čekat masa organického materiálu, jejíž složení a vzájemné poměry jednotlivých složek by musely přesně odpovídat složení těla přenášeného člověka. Samotná teleportace by pak z této hmoty onoho člověka "vymodelovala".
Okamžitý přenos informace
Princip fungování kvantové teleportace je založen na využití kvantově provázaných částic a jejich vhodně zvoleném změření. Vlivem měření, které na svých dvou částicích provede Alice, se okamžitě změní i stav částice Bobovy, která přestane být s tou Aliciinou provázaná. To může svádět k závěru, že při kvantové teleportaci dochází k okamžitému přenosu informace. Šíření informace rychleji než je rychlost světla ve vakuu je ale v rozporu s teorii relativity. Jedná se nicméně o mylný závěr, protože k úspěšné teleportaci je navíc nutno od Alice k Bobovi přenést klasickou zprávu o výsledku Aliciina měření a tato zpráva se skutečně rychleji než světlo šířit nemůže. Pokud by k přenosu zprávy nedošlo, nemá Bob o stavu své částice naprosto žádnou informaci, viz též oddíl "Bobův stav bez zprávy". Na obrázku vpravo je schematicky zobrazen průběh kvantové teleportace v čase.
Klonování stavu
V oddíle "Popis protokolu" vysvětlený protokol může působit dojmem, že po dokončení teleportace má kýžený stav {\displaystyle |\psi \rangle } nejen částice Bobova, ale i původní částice Aliciina. To však není pravda. Jedná se skutečně o přenos a ne o kopírování stavu z jedné částice na druhou. Ze zákonů kvantové fyziky totiž plyne, že ve chvíli změření částice tato ztrácí svůj původní stav. Alice provádí měření svých dvou částic v Bellově bázi, čímž se tyto částice octnou právě v jednom ze čtyř Bellových stavů. Tyto stavy ale nenesou žádnou informaci o původním stavu {\displaystyle |\psi \rangle } Aliciiny částice.
Přenos neomezeného množství informace
V základní verzi lze teleportaci použít pro přenos qubitů, to jest dvourozměrných kvantových stavů. Pro úspěšnou teleportaci je v takovém případě nutno poslat od vysílací stanice k příjemci klasickou zprávu o dvou bitech. Zatímco dva bity mohou zakódovat pouze čtyři různé zprávy, qubit je určen dvěma komplexními čísly o nekonečné přesnosti. Může se tak zdát, že lze pomocí pouhých dvou bitů přenést nekonečné množství informace. Podobné úvahy však neberou v potaz, že teleportovaný stav je jak Alici tak Bobovi neznámý. Ani jedna strana neví, jakou hodnotu daná dvě komplexní čísla mají. Aby to například Bob zjistil, musel by svou částici podrobit dvourozměrnému kvantovému měření. Tím by ale získal pouze jednu ze dvou hodnot. Aby mohl zpřesnit svůj odhad, musel by totéž měření provést na velkém množství teleportovaných qubitů, což ale odpovídá velkému množství přenesených bitů. V konečném důsledku by tak pro přesné určení hodnot obou komplexních čísel musela Alice poslat nekonečně mnoho bitů a k žádnému paradoxu tak nedochází.

## Teoretické odvození
Následující matematické odvození je platné pro původní návrh, který pracuje s částicemi, jejichž stav leží v dvourozměrném prostoru a jedná se tak o qubity. Zobecnění tohoto postupu pro vícerozměrné prostory se věnuje kapitola "Zobecnění pro vyšší dimenze". V prvním pododdíle níže je analyzován počáteční stav všech tří částic, které se účastní protokolu, a v pododdíle následujícím je potom popsán samotný teleportační protokol. Pro úplnost je pak na konci spočten i stav Bobovy částice v případě, že mu Alice žádnou klasickou zprávu nepošle. Zdůrazněme, že ačkoli jsou všechny následující výpočty prováděny pro případ, kdy je vstupní stav čistý, jsou díky linearitě použitých operací tytéž závěry platné i pro stavy smíšené.

### Stav tří částic
Před zahájením protokolu sdílejí Alice a Bob po jedné kvantově provázané částici, a to tak, že se tyto dvě částice spolu nacházejí ve stavu
{\displaystyle |\Phi ^{+}\rangle ={\frac {1}{\sqrt {2}}}(|0\rangle \otimes |0\rangle +|1\rangle \otimes |1\rangle ),}
kterýžto stav je superpozicí dvou členů, přičemž každý člen je tenzorový součin ketu, který odpovídá Aliciině částici, a ketu, který odpovídá částici Bobově. Nadto má Alice ve svém držení ještě jednu částici, jejíž stav {\displaystyle |\psi \rangle } bude chtít teleportovat k Bobovi. V naprosté obecnosti je tento stav tvaru
{\displaystyle |\psi \rangle =\alpha |0\rangle +\beta |1\rangle ,}
kde {\displaystyle \alpha } a {\displaystyle \beta } jsou jistá komplexní čísla splňující normovací podmínku {\displaystyle |\alpha |^{2}+|\beta |^{2}=1}. Zdůrazněme, že Alice neví, jaké hodnoty tato čísla mají. Vědět to pro úspěšnou teleportaci ale ani nemusí, jak plyne z následujícího. Chápeme-li všechny tři částice jako jeden celek, je stav tohoto celku tvaru {\displaystyle |\psi \rangle \,\otimes \,|\Phi ^{+}\rangle }. Vypíšeme-li si tento stav explicitně, dostáváme:
{\displaystyle {\begin{aligned}|\psi \rangle \,\otimes \,|\Phi ^{+}\rangle &=(\alpha |0\rangle +\beta |1\rangle )\,\otimes \,{\frac {1}{\sqrt {2}}}(|0\rangle \otimes |0\rangle +|1\rangle \otimes |1\rangle )\\&={\frac {1}{\sqrt {2}}}(\alpha \underbrace {|0\rangle \otimes |0\rangle } _{A}\otimes \underbrace {|0\rangle } _{B}+\alpha \underbrace {|0\rangle \otimes |1\rangle } _{A}\otimes \underbrace {|1\rangle } _{B}+\beta \underbrace {|1\rangle \otimes |0\rangle } _{A}\otimes \underbrace {|0\rangle } _{B}+\beta \underbrace {|1\rangle \otimes |1\rangle } _{A}\otimes \underbrace {|1\rangle } _{B}),\end{aligned}}}
kde je písmeny {\displaystyle A} a {\displaystyle B} vyznačeno, které kety odpovídají Alici a které Bobovi. Jak se lze přímým výpočtem přesvědčit, pravá strana předchozího výrazu je rovna výrazu následujícímu:
{\displaystyle {\begin{aligned}{\frac {1}{2}}&{\Big (}\underbrace {{\frac {1}{\sqrt {2}}}(|0\rangle \otimes |0\rangle +|1\rangle \otimes |1\rangle )} _{A}\otimes \underbrace {(\alpha |0\rangle +\beta |1\rangle )} _{B}+\underbrace {{\frac {1}{\sqrt {2}}}(|0\rangle \otimes |0\rangle -|1\rangle \otimes |1\rangle )} _{A}\otimes \underbrace {(\alpha |0\rangle -\beta |1\rangle )} _{B}{\Big )}\\+&{\frac {1}{2}}{\Big (}\underbrace {{\frac {1}{\sqrt {2}}}(|0\rangle \otimes |1\rangle +|1\rangle \otimes |0\rangle )} _{A}\otimes \underbrace {(\beta |0\rangle +\alpha |1\rangle )} _{B}+\underbrace {{\frac {1}{\sqrt {2}}}(|0\rangle \otimes |1\rangle -|1\rangle \otimes |0\rangle )} _{A}\otimes \underbrace {(-\beta |0\rangle +\alpha |1\rangle )} _{B}{\Big )}.\end{aligned}}}
Důvod pro tento přepis je ten, že superpozice označené písmenem {\displaystyle A} přesně odpovídají maximálně provázaným Bellovým stavům. Pokud pro tyto použijeme jejich obvyklou notaci, lze původní stav {\displaystyle |\psi \rangle \,\otimes \,|\Phi ^{+}\rangle } vyjádřit ve tvaru:
{\displaystyle \underbrace {|\psi \rangle } _{A}\,\otimes \,\underbrace {|\Phi ^{+}\rangle } _{A\&B}={\frac {1}{2}}(\underbrace {|\Phi ^{+}\rangle } _{A}\otimes \underbrace {(\alpha |0\rangle +\beta |1\rangle )} _{B}+\underbrace {|\Phi ^{-}\rangle } _{A}\otimes \underbrace {(\alpha |0\rangle -\beta |1\rangle )} _{B}+\underbrace {|\Psi ^{+}\rangle } _{A}\otimes \underbrace {(\beta |0\rangle +\alpha |1\rangle )} _{B}+\underbrace {|\Psi ^{-}\rangle } _{A}\otimes \underbrace {(-\beta |0\rangle +\alpha |1\rangle )} _{B}).}
Dostáváme tak dvě různá vyjádření téhož stavu tří částic, kde první dvě částice má v držení Alice a poslední částice čeká u Boba. Stále se jedná však o tentýž stav. Ačkoli je původní vyjádření mnohem jednodušší než to nové, vypsané napravo, není z tohoto původního tvaru zcela patrno, v jakém vztahu jsou vůči sobě dvě Aliciiny částice. Jedna částice je totiž ve stavu {\displaystyle |\psi \rangle }, zatímco stav druhé částice je ukryt v dvoučásticovém stavu {\displaystyle |\Phi ^{+}\rangle }. Naproti tomu nové vyjádření, ač mnohem složitější než to původní, tímto neduhem netrpí a výslovně ukazuje, v jakém stavu jsou Aliciiny částice jako celek a jaký vztah má tento celek vůči částici Bobově.

### Měření a rekonstrukce stavů
Braketový formalizmus využitý výše neříká vůbec nic o tom, kde se Bob nachází vůči Alici. Může tak klidně stát vedle ní a výše provedený výpočet by probíhal shodně jako v případě, když je Bob od Alice na míle daleko. Od této chvíle tedy předpokládejme, že se Bob skutečně nachází daleko od Alice a ta mu tedy musí poslat zprávu pokaždé, když mu chce něco sdělit. Řekněme, že se Alice rozhodne vystavit své dvě částice kvantovému měření v Bellově bázi, čímž se stav jejích dvou částic zredukuje do jednoho z Bellových stavů. Z výše uvedeného vyjádření plyne, do jakého stavu se pro daný Alicin výsledek zredukuje Bobova částice. Pokud se například Aliciiny částice změřením octnou ve stavu {\displaystyle |\Psi ^{-}\rangle }, dostane se Bobova částice do stavu popsaného superpozicí {\displaystyle -\beta |0\rangle +\alpha |1\rangle }.
Protože Bellovy stavy tvoří čtveřici, obdrží Alice měřením jeden ze čtyř výsledků a může se rozhodnout zaslat svůj konkrétní výsledek Bobovi. Bob je nyní daleko od Alice a pokud od ní nedostane zprávu, tak ani neví, že k nějakému měření vůbec došlo. V následující podsekci je proveden explicitní výpočet stavu, ve kterém se Bobova částice nachází, nepošle-li mu Alice žádnou zprávu. Tento stav je značně odlišný od stavu, který chce Alice v konečném důsledku k Bobovi teleportovat. Poslat zprávu je tedy nutnost. Pro přijetí zprávy sice Bob neví, v jakém stavu se jeho částice nachází (vzpomeňme, že ani Alice nezná čísla {\displaystyle \alpha } a {\displaystyle \beta }), může se na základě konkrétního výsledku ale rozhodnout na svou částici aplikovat nějakou danou operaci. Vhodná volba takovéto operace je pak klíčem k úspěšnému dokončení teleportace. Pokud například ve výše uvedeném příkladu, kdy Alice obdržela stav {\displaystyle |\Psi ^{-}\rangle }, na svoji částici Bob aplikuje Pauliho matici {\displaystyle \sigma _{y}}, změní se stav jeho částice do tvaru: {\displaystyle \sigma _{y}\,(-\beta |0\rangle +\alpha |1\rangle )=-i(\alpha |0\rangle +\beta |1\rangle )}. Tento výsledný stav je ale až na globální fázi přesně roven původnímu stavu {\displaystyle |\psi \rangle } Aliciiny částice. Podobně lze postupovat i ve třech zbývajících případech. Jak se lze přímým výpočtem přesvědčit, pokud Bob aplikuje na svou částici jednu z Pauliho matic podle tabulky níže, je částice po aplikaci vždy nakonec ve stavu {\displaystyle |\psi \rangle }:
| Alice | Alice                                                    |  | Bob | Bob | Bob |
| Stav po měření | Zaslaná zpráva                                           |  | Stav po měření | Operace                                                                                                | Výsledný stav |
| --- | -------------------------------------------------------- |  | --- | --- | --- |
| {\displaystyle {\begin{aligned}\|\Phi ^{+}\rangle \\\|\Phi ^{-}\rangle \\\|\Psi ^{+}\rangle \\\|\Psi ^{-}\rangle \end{aligned}}} | {\displaystyle {\begin{aligned}1\\2\\3\\4\end{aligned}}} |  | {\displaystyle {\begin{aligned}\alpha \|0\rangle +\beta \|1\rangle \\\alpha \|0\rangle -\beta \|1\rangle \\\beta \|0\rangle +\alpha \|1\rangle \\-\beta \|0\rangle +\alpha \|1\rangle \end{aligned}}} | {\displaystyle {\begin{aligned}&\mathbb {I} \\&\sigma _{z}\\&\sigma _{x}\\i&\sigma _{y}\end{aligned}}} | {\displaystyle {\begin{aligned}\mathbb {I} \,(\alpha \|0\rangle +\beta \|1\rangle )=\alpha \|0\rangle +\beta \|1\rangle \\\sigma _{z}\,(\alpha \|0\rangle -\beta \|1\rangle )=\alpha \|0\rangle +\beta \|1\rangle \\\sigma _{x}\,(\beta \|0\rangle +\alpha \|1\rangle )=\alpha \|0\rangle +\beta \|1\rangle \\(i\sigma _{y})\,(-\beta \|0\rangle +\alpha \|1\rangle )=\alpha \|0\rangle +\beta \|1\rangle \end{aligned}}} |

Ať už tedy Alice obdržela kterýkoliv ze čtyř možných výsledků, je po provedení vhodně zvolené operace konečný stav Bobovy částice vždy nakonec tvaru {\displaystyle |\psi \rangle }. Tím je dovršena kvantová teleportace.

### Bobův stav bez zprávy
Jak předesláno v předchozí podsekci je zaslání zprávy nezbytné. Pokud totiž Bob neví, jaký stav Alice obdržela, je jeho znalost své vlastní částice značně omezena. Přesněji vzato, v takovém případě neví Bob o stavu své částice vůbec nic. Abychom toto nahlédli, vraťme se krátce k tabulce v předchozí podsekci a označme si stavy ve sloupci "Stav po měření" po řadě symboly {\displaystyle |\psi _{00}\rangle }, {\displaystyle |\psi _{01}\rangle }, {\displaystyle |\psi _{10}\rangle } a {\displaystyle |\psi _{11}\rangle }. Situace, kdy Bob sice ví, že Alice provedla měření, ale ta mu nepošle výsledek, odpovídá tak zvanému neselektivnímu měření. Bob musí v tomto případě uvažovat průměr všech čtyř možností, kde je každá možnost představována projektorem {\displaystyle |\psi _{jk}\rangle \langle \psi _{jk}|} pro {\displaystyle j,k\in \{0,1\}}. Výpočtem potom dostáváme, že se stav Bobovy částice dostane do tvaru:
{\displaystyle {\frac {1}{4}}(|\psi _{00}\rangle \langle \psi _{00}|+|\psi _{01}\rangle \langle \psi _{01}|+|\psi _{10}\rangle \langle \psi _{10}|+|\psi _{11}\rangle \langle \psi _{11}|)={\frac {1}{2}}(|0\rangle \langle 0|+|1\rangle \langle 1|).}
Výsledný stav je tedy úměrný identické matici, v braketovém formalizmu vyjádřené jako {\displaystyle |0\rangle \langle 0|+|1\rangle \langle 1|}, a jedná se tak o maximálně smíšený stav. Měření prováděná na takovémto stavu dávají zcela náhodné výsledky a Bob tedy ani v principu nemá o své částici žádnou informaci.

## Kvantový obvod

Kvantový obvod odpovídající teleportaci stavu z prvního vodiče na vodič třetí. První dva vodiče představují Alici, poslední vodič pak Boba. Struktura obvodu plyne z diskuze vlevo, přičemž a jsou po řadě Pauliho matice a. Pro zvětšení klikněte na obrázek.

Na základě výše podané diskuze lze navrhnout i odpovídající kvantový obvod. Tento obvod zachycuje časový vývoj všech tří zúčastněných qubitů, který je rozdělen do jednotlivých elementárních kvantových hradel. Tvar obvodu lze odvodit na základě analýzy v následujícím odstavci.
Jak již zaznělo v úvodu, pro zaslání jednoho z čísel 1 až 4 od Alice k Bobovi stačí, když Alice toto číslo zakóduje do dvou bitů a tyto zašle Bobovi. Pokud použijeme binární zápis těchto čtyř čísel zmenšených o jednu, obdržíme vztahy: {\displaystyle 1\to (0,0)}, {\displaystyle 2\to (0,1)}, {\displaystyle 3\to (1,0)} a {\displaystyle 4\to (1,1)}. Přeznačme si dále Bellovy stavy následujícím způsobem: {\displaystyle |B_{00}\rangle =|\Phi ^{+}\rangle }, {\displaystyle |B_{01}\rangle =|\Phi ^{-}\rangle }, {\displaystyle |B_{10}\rangle =|\Psi ^{+}\rangle } a {\displaystyle |B_{11}\rangle =|\Psi ^{-}\rangle } a jim odpovídající stavy Bobovy částice jako {\displaystyle |\psi _{00}\rangle =\alpha |0\rangle +\beta |1\rangle } atd. Dále si povšimněme, že {\displaystyle \sigma _{y}=i\,\sigma _{x}\sigma _{z}} a pokud se tedy neohlížíme na globální fázi, tak lze matici {\displaystyle \sigma _{y}} vyjádřit jako součin dvou zbylých Pauliho matic. Při takto zvolené notaci lze celý protokol popsaný v sekci "Jednotlivé kroky" reprezentovat jediným vzorcem:
{\displaystyle |B_{jk}\rangle \to (j,k)\to \sigma _{x}^{j}\,\sigma _{z}^{k}|\psi _{jk}\rangle \to |\psi \rangle ,\quad j,k\in \{0,1\}}
To jest, obdrží-li Alice měřením stav {\displaystyle |B_{jk}\rangle }, zašle Bobovi dva bity {\displaystyle (j,k)}. Aliciiným měřením se stav Bobovy částice zredukoval do stavu {\displaystyle |\psi _{jk}\rangle } a pokud tak Bob na tuto částici na základě obdržené zprávy aplikuje operaci {\displaystyle \sigma _{x}^{j}\,\sigma _{z}^{k}}, dostane se její stav do tvaru {\displaystyle |\psi \rangle } (popřípadě až na globální fázi, kterou budeme odteď ignorovat).
Posledním netriviálním krokem při návrhu kvantového obvodu je převedení Aliciina měření v Bellově bázi na lokální měření provedená v bázích výpočetních. Lze se snadno přesvědčit, že posloupnost operací CNOT a {\displaystyle H} převede každý z kvantově provázaných Bellových stavů na různé stavy separabilní, kde {\displaystyle H} je dvourozměrná Hadamardova matice. Konkrétně platí:
{\displaystyle (H\otimes \mathbb {I} )\cdot \mathrm {CNOT} \,|B_{jk}\rangle =|k\rangle |j\rangle ,\quad j,k\in \{0,1\}}
a tak například {\displaystyle (H\otimes \mathbb {I} )\cdot \mathrm {CNOT} \,|B_{10}\rangle =|0\rangle |1\rangle }. Výsledné separabilní stavy dvou qubitů pak lze měřit pro každý qubit zvlášť ve výpočetní bázi. Naměřené výsledky jsou pak zaslány klasicky Bobovi, což je v obvodu vyjádřeno dvojitými čarami. Celkově tak dostáváme kvantový obvod vyobrazený vpravo. Formalizmus kvantových obvodů má svá specifika. Tak například nelze z diagramu vpravo poznat, kde se Bob vůči Alici nachází a jak jsou od sebe tito dva daleko. V běžné notaci také není zřetelné, které operace patří Alici a které Bobovi. Na obrázku jsou pro přehlednost dané operace seskupeny do barevných boxů, odchylujíce se přitom od používané konvence.

## Zobecnění pro vyšší dimenze
Výše popsaný protokol lze uplatnit pro teleportaci dvourozměrných kvantových stavů. Lze ho nicméně zobecnit i pro kvantové stavy ležící v diskrétním vícerozměrném prostoru, stejně jako v prostoru spojitém. Obě verze jsou podrobněji rozepsány v samostatných kapitolkách níže.

### Diskrétní stavy
V následujícím je podáno zobecnění pro {\displaystyle d}-rozměrné stavy, přičemž diskuze navazuje na tu v sekci "Kvantový obvod". Nejprve je mezi Alici a Boba rozeslán pár částic v kvantově provázaném stavu
{\displaystyle |B_{00}\rangle ={\frac {1}{\sqrt {d}}}\sum _{l=0}^{d-1}|ll\rangle ,}
přičemž Alice hodlá teleportovat {\displaystyle d}-rozměrný stav {\displaystyle |\psi \rangle }. Samotná teleportace pak probíhá následovně:
1. Kvantové měření — V prvním kroku teleportace změří Alice své dvě částice v {\displaystyle d}-rozměrné Bellově bázi, kterou lze zvolit tak, aby byla složena ze stavů {\displaystyle |B_{ij}\rangle =(U_{ij}\otimes \mathbb {I} )|B_{00}\rangle }[pozn. 13], kde {\displaystyle i,j\in \{0,\ldots ,d-1\}} a kde {\displaystyle U_{ij}} jsou unitární matice splňující podmínku {\displaystyle \mathrm {Tr} (U_{ij}^{\dagger }U_{kl})=d\delta _{ik}\delta _{jl}}, kde {\displaystyle \mathrm {Tr} } označuje stopu matice a {\displaystyle \delta _{ab}} je Kroneckerovo delta.[pozn. 14]
2. Přeposlání klasické zprávy — Měřením obdrží Alice se stejnou pravděpodobností jeden ze {\displaystyle d^{2}} výsledků a tento výsledek zašle Bobovi. Pro přenesení této informace je přitom třeba {\displaystyle 2\log _{2}d} bitů.[1]
3. Rekonstrukce stavu — Po přijetí výsledků se stav Bobovy částice nachází ve stavu {\displaystyle |\psi _{ij}\rangle }, který splňuje rovnost {\displaystyle |\psi _{ij}\rangle =U_{ij}|\psi \rangle }, viz odvození níže. Když nyní Bob aplikuje na svou částici operaci {\displaystyle U_{ij}^{\dagger }}, dostane se jeho částice do původního stavu {\displaystyle |\psi \rangle }, protože z unitarity platí: {\displaystyle U_{ij}^{\dagger }|\psi _{ij}\rangle =U_{ij}^{\dagger }U_{ij}|\psi \rangle =|\psi \rangle }.

Tímto je teleportace {\displaystyle d}-rozměrného stavu {\displaystyle |\psi \rangle } dokončena.
Pro osvětlení právě popsaného postupu je nutno vyjádřit počáteční stav všech tří zúčastněných částic pomocí superpozice stavů {\displaystyle |B_{ij}\rangle }. Vyjádřeme si přitom počáteční stav dvěma různými způsoby: jednak pomocí stavů výpočetní báze {\displaystyle \{|k\rangle \}_{k}}, jednak pomocí stavů {\displaystyle |\psi _{ij}\rangle }, ve kterých se po měření ocitne Bobova částice. Dostáváme tak dvě vyjádření
{\displaystyle |\psi \rangle \otimes |B_{00}\rangle =\sum _{i,j,k=0}^{d-1}\alpha _{ijk}|B_{ij}\rangle \otimes |k\rangle =\sum _{i,j=0}^{d-1}\beta _{ij}|B_{ij}\rangle \otimes |\psi _{ij}\rangle ,}
kde {\displaystyle |\psi _{ij}\rangle =(1/\beta _{ij}){\textstyle \sum _{k=0}^{d-1}}\alpha _{ijk}|k\rangle } a kde dále koeficienty {\displaystyle \alpha _{ijk}} splňují vztahy
{\displaystyle {\begin{aligned}\alpha _{ijk}&=\langle B_{00}|\langle k|(U_{ij}\otimes \mathbb {I} \otimes \mathbb {I} )|\psi \rangle |B_{00}\rangle ={\frac {1}{d}}\sum _{l,m=0}^{d-1}\langle llk|(U_{ij}\otimes \mathbb {I} \otimes \mathbb {I} )|\psi \rangle |mm\rangle \\&={\frac {1}{d}}\sum _{l,m=0}^{d-1}\langle l|U_{ij}|\psi \rangle \delta _{lm}\delta _{km}={\frac {1}{d}}\langle k|U_{ij}|\psi \rangle .\end{aligned}}}
Odtud dále z Parsevalovy rovnosti dostáváme: {\displaystyle |\beta _{ij}|^{2}={\textstyle \sum _{k=0}^{d-1}}|\alpha _{ijk}|^{2}=1/d^{2}{\textstyle \sum _{k=0}^{d-1}}|\langle k|U_{ij}|\psi \rangle |^{2}=1/d^{2}}. Pokud nás nezajímá globální fáze stavů {\displaystyle |\psi _{ij}\rangle } můžeme bez újmy na obecnosti položit fáze koeficientů {\displaystyle \beta _{ij}} rovny nule. Z výpočtu výše tak plyne, že všechny tyto koeficienty, které udávají pravděpodobnost naměření konkrétního výsledku, jsou totožné a rovny {\displaystyle \beta _{ij}=1/d}. Pro stav {\displaystyle |\psi _{ij}\rangle } dále platí:
{\displaystyle |\psi _{ij}\rangle =\sum _{k=0}^{d-1}{\frac {\alpha _{ijk}}{\beta _{ij}}}|k\rangle =\sum _{k=0}^{d-1}\langle k|U_{ij}|\psi \rangle |k\rangle .}
Poslední výraz ale není nic jiného, než vyjádření vektoru {\displaystyle U_{ij}|\psi \rangle } v ortonormální bázi {\displaystyle \{|k\rangle \}_{k}}, a tak {\displaystyle |\psi _{ij}\rangle =U_{ij}|\psi \rangle }.

### Spojité stavy
V předchozí kapitolce je rozebrán případ, kdy lze stav teleportovaného fyzikálního systému vyjádřit jako vektor v konečněrozměrném Hilbertově prostoru. Mnoho důležitých fyzikálních veličin ale takto popsat nelze, poloha a hybnost jsou patrně nejprominentnějšími příklady. Tyto lze popsat jen s použitím spojitě nekonečněrozměrného prostoru a takovým veličinám se tak říká spojité veličiny. Teleportaci lze nicméně zobecnit i pro ně.
Na rozdíl od předchozí kapitolky si zde pouze shrneme základní body. Poznamenejme, že pro popis kvantových stavů spojitých veličin se často používá Wignerova funkce, jež představuje zobecněné rozdělení pravděpodobnosti. Pro ilustraci vezměme za tyto veličiny polohu {\displaystyle x_{j}} a hybnost {\displaystyle p_{j}} částic. Na počátku je nutno mezi Alici a Boba rozeslat pár provázaných částic, to jest EPR pár. Jeho kvantový stav může vypadat v řeči Wignerovy funkce třeba takto:
{\displaystyle W_{\mathrm {EPR} }(\alpha _{1};\alpha _{2})={\frac {4}{\pi ^{2}}}\exp {\Big (}-e^{-2r}((x_{1}-x_{2})^{2}+(p_{1}+p_{2})^{2})-e^{+2r}((x_{1}+x_{2})^{2}+(p_{1}-p_{2})^{2}){\Big )},}
přičemž {\displaystyle \alpha _{j}=x_{j}+ip_{j}} a parametr {\displaystyle r} kvantifikuje "rozmazání" vlnového balíku EPR páru a tím i míru jeho provázání. Pro hodně velké {\displaystyle r} se tato funkce blíží součinu dvou delta funkcí: {\displaystyle W_{\mathrm {EPR} }(\alpha _{1};\alpha _{2})\approx C\,\delta (x_{1}+x_{2})\,\delta (p_{1}-p_{2})} pro jistou konstantu {\displaystyle C}. Tento součin vykazuje dokonalé korelace v poloze a hybnosti, které jsou charakteristické pro maximální kvantové provázání.
Alice chce teleportovat stav své částice, popsaný Wignerovou funkcí {\displaystyle W_{A}(\alpha _{1})}, Bobovi, který tak bude mít na konci částici ve stavu popsaném Wignerovou funkcí {\displaystyle W_{B}(\alpha _{2})}. V ideálním případě tak požadujeme, aby {\displaystyle W_{B}=W_{A}}. Alice nejprve vystaví svou částici a svoji část EPR páru vhodnému homodynovému měření, čímž obdrží dvě (spojité) hodnoty {\displaystyle ({\bar {x}}_{a},{\bar {p}}_{b})} a ty zašle Bobovi. Bob posléze přetransformuje stav své částice tak, že na ní aplikuje operátor posunutí {\displaystyle {\hat {D}}} s posunutím o velikosti {\displaystyle \Delta ={\sqrt {2}}({\bar {x}}_{a}-i{\bar {p}}_{b})}. Tím se Bobova částice dostává do stavu popsaného Wignerovou funkcí {\displaystyle W_{B}}, která je rovna konvoluci původní funkce {\displaystyle W_{A}} a Gaussovy křivky {\displaystyle G_{\sigma }(\xi )=\exp(-|\xi |^{2}/\sigma )/(\pi \sigma )} s rozptylem o hodnotě {\displaystyle \sigma =\exp(-2r)}. To jest:
{\displaystyle W_{B}=W_{A}\circ G_{\sigma },}
kde {\displaystyle \circ } značí konvoluci. Tedy na rozdíl od diskrétního případu není u spojitých proměnných výsledný stav Bobova systému nikdy zcela identický se stavem výchozím. Čím silnější je nicméně provázání počátečního EPR páru, to jest čím větší je {\displaystyle r}, tím více je funkce {\displaystyle G} soustředěna kolem nuly a tím více se tato podobá delta funkci. Jenže konvoluce nějaké funkce {\displaystyle W_{A}} s delta funkcí je rovna právě {\displaystyle W_{A}} a tak pro velká {\displaystyle r} je konečný stav Bobovy částice prakticky totožný s počátečním stavem částice Aliciny. Tímto je teleportace úspěšně dokončena.

## Teleportace kvantového hradla

Kvantový obvod teleportace hradla. Teleportací dojde nejen k přenosu počátečního stavu, ale i k současné aplikaci hradla na tento stav.

Kvantovou teleportaci lze využít i jako podpůrnou metodu, s jejíž pomocí lze zkonstruovat jiné kvantové operace. Jak plyne z teoretického odvození pro standardní teleportaci v sekci "Teoretické odvození", je třeba po Aliciině měření na Bobovu částici zapůsobit jistou operací, aby se tato částice dostala do kýženého stavu. Volba této operace přitom závisí na přijaté zprávě. Lze si však snadno představit situaci, kdy záměrně na částici zapůsobíme jinou sadou operací a tím částici dostaneme do odlišného stavu. Takto lze stav částice nejen teleportovat na jiné místo, ale současně s tím na tento stav aplikovat dodatečnou fixní operaci. Hovoříme potom o teleportaci (kvantového) hradla (anglicky (quantum) gate teleportation).
Přísně vzato se spíše než o teleportaci hradla jedná o implementaci hradla pomocí teleportace. Důvodem, proč může být výhodnější implementovat dané hradlo nepřímo pomocí teleportace je větší odolnost vůči rušivým vlivům prostředí, v němž se každá fyzikální součástka nutně nachází. Je-li naším cílem aplikovat unitární operaci {\displaystyle V} na daný kvantový stav, a to tak, aby byla tato aplikace ušetřena vlivům prostředí, lze jako mezičlánek použít právě kvantovou teleportaci, kde se za počáteční provázaný stav vezme {\displaystyle (\mathbb {I} \otimes V)|\Phi ^{+}\rangle } a ne jen {\displaystyle |\Phi ^{+}\rangle }. 

### Jednotlivé kroky teleportace hradla
V následujícím jsou představeny jednotlivé kroky teleportace kvantového hradla {\displaystyle V} v {\displaystyle d}-rozměrném prostoru. Diskuze níže staví na postupu podrobně popsaném v sekci "Diskrétní stavy". Tento postup pro diskrétní stavy lze přímočaře zobecnit i na spojité proměnné. Nejprve je mezi Alici a Boba rozeslán pár částic v kvantově provázaném stavu {\displaystyle |B_{V}\rangle }, který vznikne aplikací unitární operace {\displaystyle V} na druhou částici maximálně provázaného stavu {\displaystyle |B_{00}\rangle } tak, že:
{\displaystyle |B_{V}\rangle ={\frac {1}{\sqrt {d}}}\sum _{l=0}^{d-1}|l\rangle \otimes V|l\rangle ,}
Cílem protokolu je teleportovat {\displaystyle d}-rozměrný stav {\displaystyle |\psi \rangle } od Alice k Bobovi tak, že se na tento stav současně aplikuje operace {\displaystyle V} a Bob má tak na konci ve svém držení částici ve stavu {\displaystyle V|\psi \rangle }. Samotná teleportace probíhá následovně:
1. Kvantové měření — V prvním kroku teleportace změří Alice své dvě částice v {\displaystyle d}-rozměrné Bellově bázi tvořené stavy {\displaystyle |B_{ij}\rangle }, kde {\displaystyle i,j\in \{0,\ldots ,d-1\}}.
2. Přeposlání klasické zprávy — Měřením obdrží Alice se stejnou pravděpodobností jeden ze {\displaystyle d^{2}} výsledků a tento výsledek zašle Bobovi.
3. Rekonstrukce stavu a současná aplikace unitární operace — Po přijetí výsledků se stav Bobovy částice nachází ve stavu {\displaystyle |\psi _{ij}\rangle }, který splňuje rovnost {\displaystyle |\psi _{ij}\rangle =VU_{ij}|\psi \rangle }, viz odvození níže. Pro každou kombinaci {\displaystyle (i,j)} lze definovat unitární operaci {\displaystyle W_{ij}} vztahem {\displaystyle W_{ij}=VU_{ij}V^{\dagger }}. Když Bob na svou částici aplikuje operaci {\displaystyle W_{ij}^{\dagger }}, dostane se jeho částice do stavu {\displaystyle V|\psi \rangle }.

Tímto je teleportace kvantového hradla {\displaystyle V} na stav {\displaystyle |\psi \rangle } dokončena.

### Teoretické odvození pro teleportaci hradla
Matematické odvození probíhá zpočátku analogicky diskuzi v sekci "Diskrétní stavy". Výchozí stav všech tří zúčastněných částic je tvaru
{\displaystyle |\psi \rangle \otimes |B_{V}\rangle =\sum _{i,j,k=0}^{d-1}\alpha _{ijk}|B_{ij}\rangle \otimes |k\rangle =\sum _{i,j=0}^{d-1}\beta _{ij}|B_{ij}\rangle \otimes |\psi _{ij}\rangle ,}
kde {\displaystyle |\psi _{ij}\rangle =(1/\beta _{ij}){\textstyle \sum _{k=0}^{d-1}}\alpha _{ijk}|k\rangle } a kde dále koeficienty {\displaystyle \alpha _{ijk}} splňují vztahy
{\displaystyle {\begin{aligned}\alpha _{ijk}&=\langle B_{00}|\langle k|(U_{ij}\otimes \mathbb {I} \otimes \mathbb {I} )|\psi \rangle |B_{V}\rangle ={\frac {1}{d}}\sum _{l,m=0}^{d-1}\langle llk|(U_{ij}\otimes \mathbb {I} \otimes V)|\psi \rangle |mm\rangle ={\frac {1}{d}}\sum _{l,m=0}^{d-1}\langle l|U_{ij}|\psi \rangle \delta _{lm}\langle k|V|m\rangle \\&={\frac {1}{d}}\sum _{m=0}^{d-1}\langle k|V|m\rangle \langle m|U_{ij}|\psi \rangle ={\frac {1}{d}}\langle k|VU_{ij}|\psi \rangle ,\end{aligned}}}
přičemž je v poslední rovnosti využito tvaru identického operátoru vyjádřeného ve výpočetní bázi {\displaystyle \mathbb {I} ={\textstyle \sum _{m=0}^{d-1}}|m\rangle \langle m|}. Jak vidno, koeficient se od toho v sekci "Diskrétní stavy" liší jen v tom, že nyní je v braketu unitární operace {\displaystyle VU_{ij}}. Zcela analogicky jako v oné sekci tak dostáváme, že {\displaystyle \beta _{ij}=1/d} a {\displaystyle |\psi _{ij}\rangle =VU_{ij}|\psi \rangle }.
V tuto chvíli však nastává rozdíl od teleportace popsané výše, protože již nelze původní stav {\displaystyle |\psi \rangle } obdržet tak, že bychom na {\displaystyle |\psi _{ij}\rangle } aplikovali jednu z operací {\displaystyle U_{ij}^{\dagger }}. V takovém případě bychom totiž místo toho dostali stav {\displaystyle U_{ij}^{\dagger }VU_{ij}|\psi \rangle }. Tuto potíž lze obejít tak, že místo operací {\displaystyle U_{ij}^{\dagger }} na výsledný stav aplikujeme jejich sdružení podle operace {\displaystyle V}. To jest, místo {\displaystyle U_{ij}^{\dagger }} použijeme {\displaystyle W_{ij}^{\dagger }}, kde {\displaystyle W_{ij}=VU_{ij}V^{\dagger }}. Poté totiž platí, že {\displaystyle W_{ij}^{\dagger }|\psi _{ij}\rangle =W_{ij}^{\dagger }VU_{ij}|\psi \rangle =VU_{ij}^{\dagger }V^{\dagger }VU_{ij}|\psi \rangle =V|\psi \rangle }.

### Teleportace hradla versus přímá aplikace
V návaznosti na odvození výše může být přirozenou otázkou, nejedná-li se pouze o matematický trik, kterým se pouze složitěji obdrží totéž co lze dostat standardní teleportací následovanou aplikací operátoru {\displaystyle V} u Boba. Výhoda výše uvedeného postupu je v tom, že implementace operace {\displaystyle W_{ij}=VU_{ij}V^{\dagger }} může být mnohem jednodušší či robustnější, než implementace operace {\displaystyle V}. Často zmiňovaným případem je ten, když je hradlo {\displaystyle V} prvkem Cliffordovy grupy, protože potom je operátor {\displaystyle W_{ij}} jedním z Pauliho operátorů. Na takové operátory lze uplatnit techniky, které ošetřují vznik chyb.
Povšimněme si navíc, že na počátku má Alice pouze svoji částici o neznámém stavu {\displaystyle |\psi \rangle } a svoji část provázaného páru, zatímco Bob má k dispozici druhou část provázaného páru, do jehož tvaru je zakódována operace {\displaystyle V}, a dále má Bob sadu operací {\displaystyle W_{ij}^{\dagger }}, které jsou zkonstruovány s pomocí {\displaystyle V}. Po dokončení teleportace má pak Bob částici ve stavu {\displaystyle V|\psi \rangle }. Bob tedy nezná původní stav {\displaystyle |\psi \rangle }, přičemž Alice pro změnu nezná tvar operace {\displaystyle V} po celou dobu teleportace. Máme tak situaci, kdy počáteční stav vlastní Alice, operaci vlastní Bob, a navzájem jsou tyto zdroje druhému účastníku skryty.

## Obdobné protokoly

### Jednobitová teleportace

Dva základní typy jednobitové teleportace, lišící se v tom, jaký Pauliho operátor (X či Z) je použit pro korekci.

Variací na výše zmíněný přístup je tak zvaná jednobitová teleportace (anglicky one-bit teleportation), což je protokol, který není přísně vzato teleportací, ale vykazuje v některých ohledech podobné chování. Místo tří qubitů máme k dispozici jen dva, kde první qubit má v držení odesílatel a druhý qubit sedí u příjemce a je inicializován do fixního stavu {\displaystyle |+\rangle =(1/{\sqrt {2}})(|0\rangle +|1\rangle )}. Formálně lze tento protokol popsat tak, že oba qubity jsou nejprve provázány aplikací operátoru CNOT, první qubit je změřen a výsledek měření je použit pro volbu korekce na druhém qubitu, viz odpovídající kvantový obvod na obrázku vpravo. Po skončení protokolu je stav prvního qubitu přenesen na stav qubitu druhého. Hlavním rozdílem od standardní teleportace je to, že nyní musí odesílatel a přijemce společně aplikovat nelokální operaci CNOT a nestačí si tedy mezi sebou pouze zaslat klasickou zprávu. Spíše než o plnohodnotný protokol se v případě jednobitové teleportace jedná o pomocnou proceduru, kterou lze navíc zobecnit na jednobitovou teleportaci hradla. Například jednosměrný kvantový počítač lze chápat jako posloupnost jednobitových teleportací hradla, z nichž každá implementuje nějaký vhodně zvolený unitární operátor. Samotnou teleportaci qubitu lze navíc vyjádřit jako dvě jednobitové teleportace.

### Vzdálená příprava stavu

Vzdálená příprava stavu ve tvaru, kde zná pouze Alice. Na rozdíl od teleportace obecného stavu, zde stačí přenést pouze jediný bit informace k Bobovi.

Výhodou kvantové teleportace je to, že Alice nemusí znát kvantový stav, který hodlá teleportovat. Pokud tento stav ale zná, lze místo kvantové teleportace použít techniku zvanou vzdálená příprava stavu (anglicky remote state preparation). V takovém případě sdílejí na počátku Alice a Bob opět dvojici provázaných částic a Alice zasílá Bobovi klasickou zprávu, podobně jako u teleportace, počet přenesených bitů ale může být menší. Tak například, pokud je úkolem přenést pouze stavy tvaru {\displaystyle |\psi \rangle =(|0\rangle +e^{i\theta }|1\rangle )/{\sqrt {2}}}, kde {\displaystyle \theta } je lokální fáze, která je známá pouze Alici, tak může Alice použít napravo vyobrazený kvantový obvod pro to, aby byl Bob schopen tento stav u sebe zrekonstruovat. Na rozdíl od obecné teleportace, která potřebuje dva klasické bity, v tomto případě stačí přenést bit jediný.

### Superhusté kódování

Superhusté kódování, kdy lze dva bity klasické informace zaslat pomocí jediného přeneseného qubitu. Na rozdíl od teleportace, která se na základě klasické zprávy snaží přeposlat kvantový stav, zde je na základě kvantového stavu přenesena klasická zpráva.

Kvantová teleportace v mnohém připomíná další kvantově-mechanický protokol a sice superhusté kvantové kódování (anglicky quantum dense coding). Zatímco je cílem teleportace přenést stav kvantového systému pomocí klasické zprávy, je cílem superhustého kódování zaslat klasickou informaci pomocí kvantového systému. Podobně jako u teleportace je nejprve mezi Alici a Boba rozeslán pár provázaných částic. Na rozdíl od toho, aby svou částici Alice spolu s další částicí změřila, aplikuje Alice na svou částici jednu ze čtyř operací. Poté místo klasické zprávy zašle pozměněnou částici Bobovi. Bob tak po přijetí této částice má k dispozici částice dvě a ty následně změří v Bellově bázi. Protože může Bob tímto měřením dostat jednu ze čtyř možností, lze tímto způsobem zakódovat čtyři různé zprávy. K tomu přitom stačí dva bity. Celkově vzato tak zasláním jednoho qubitu lze současně přenést dva bity klasické informace. Na rozdíl od teleportace tak měří v Bellově bázi své částice Bob a ne Alice. Výchozí provázaný stav lze volit ovšem shodně jako u teleportace a i operace použité Alicí odpovídají těm v teleportaci. Tato podobnost není náhodná, více viz .

### Lokální implementace nelokálních hradel

Nelokální implementace hradla CNOT mezi stanicemi A a B.

Podobnost s kvantovou teleportací mají i techniky, kdy je lokálně implementováno nelokální hradlo: Je-li daný kvantový výpočet rozdistribuován mezi několik vzdálených účastníků, z nichž každý má přístup jen k části zpracovávaných qubitů, je obecně nutno provést i nelokální hradla jako CNOT mezi vzdálenými qubity. Mají-li účastníci výpočtu k dispozici předpřipravené provázané páry qubitů a mohou-li se dorozumívat pouze klasickými zprávami, není s těmito zdroji implementace nelokálních hradel zcela triviální. Techniky, které to umožňují, připomínají v jistých ohledech teleportaci.

## Experimentální realizace
První experimentální realizace se kvantová teleportace dočkala v roce 1997 ve skupině Antona Zeilingera, čtyři roky po svém prvním teoretickém návrhu. Nedlouho poté byl publikován obdobný výsledek i skupinou Sandy Popesca. Roku 2012 provedla Zeilingerova skupina teleportaci fotonů na vzdálenost 143 kilometrů mezi dvěma Kanárskými ostrovy. V roce 2015 došlo k teleportaci více než jednoho stupně volnosti fotonů ve skupině Jianwei Pana. Stejná skupina pak provedla teleportaci mezi pozemní stanicí a družicí Micius v roce 2017. V kapitolkách níže jsou jednotlivé experimentální realizace probrány podrobněji.

### Teleportace fotonů

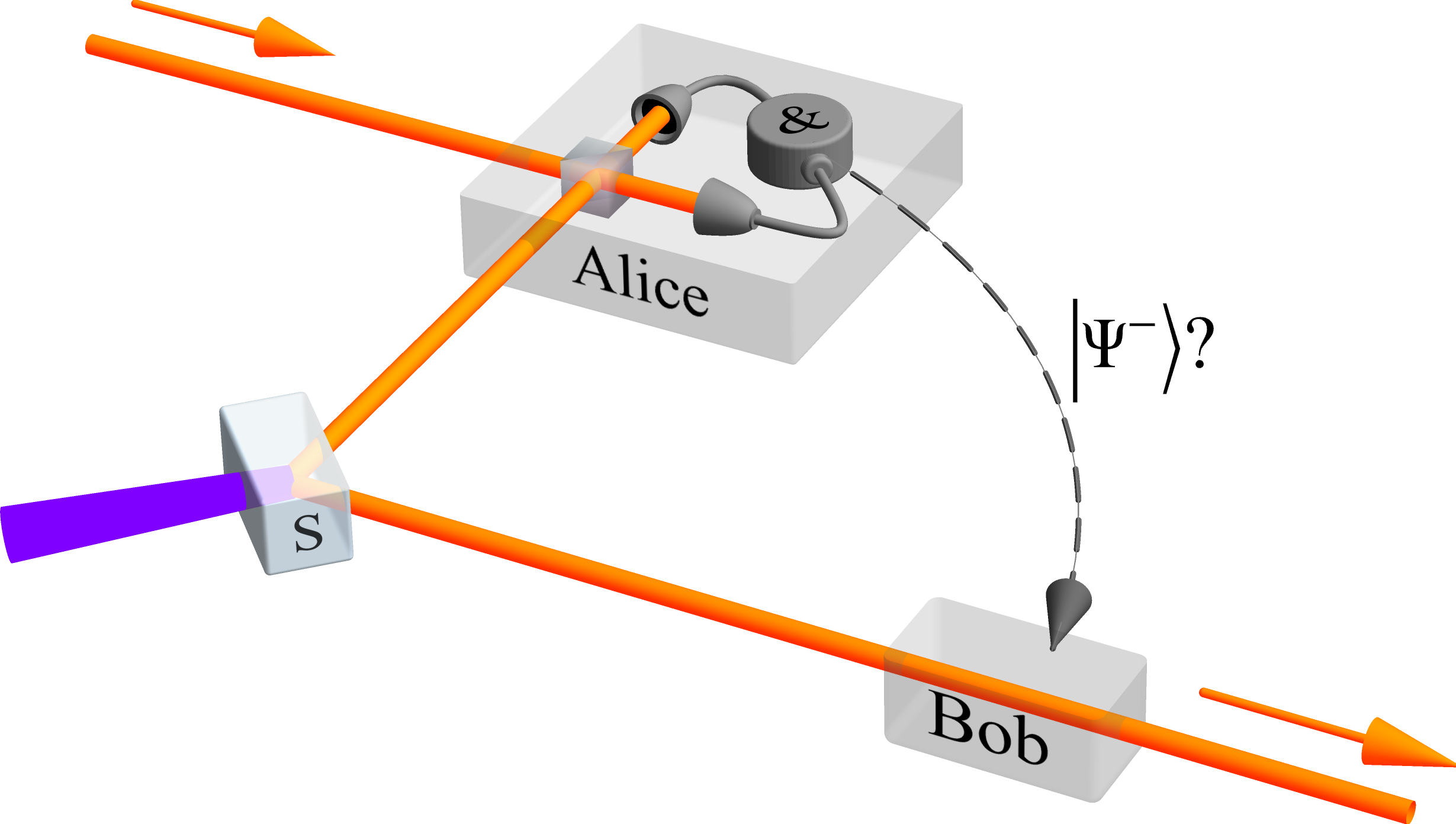
Zjednodušená verze kvantové teleportace pro teleportování polarizace fotonů. Silným laserovým paprskem (modrá) je v nelineárním krystalu S vytvořena dvojice provázaných fotonů (pohybujících se podél oranžových paprsků). Foton mířící k Alici je na děliči paprsků interferován s teleportovaným fotonem a oba jsou následně detekovány. Oba detektory kliknou pouze tehdy, dojde-li ke kolapsu na stav. V takovém případě ohlásí Alice Bobovi, že se podél jeho paprsku pohybuje správně teleportovaný foton.

Pro své žádoucí charakteristiky jsou často teleportovaným objektem fotony, to jest částice světla. Jak zmíněno výše, teleportován není samotný foton, ale spíše nějaká jeho vlastnost — obvykle je to jeho polarizace, ale provedena byla i teleportace orbitálního momentu hybnosti či kvadratury elektromagnetického pole. V následujícím je na konkrétním příkladu ilustruována teleportace qubitů reprezentovaných jako polarizace fotonů. Popsaný postup je přitom téměř totožný s první experimentálně provedenou teleportací z roku 1997, viz též obrázek vpravo.
Maximálně provázaný stav {\displaystyle |\Psi ^{-}\rangle } dvou fotonů v polarizaci lze vytvořit například pomocí takzvané spontánní parametrické sestupné konverze, zkráceně SPDC, což je nelineární proces probíhající ve speciálních krystalech, pokud se do nich zamíří silný laserový paprsek. Po vytvoření odletí jeden foton k Alici, druhý foton pak k Bobovi. Po tomto počátečním přípravném kroku následuje měření, které Alice provede na svých dvou fotonech. To jest na právě přiletivším fotonu a na fotonu, který má Alice u sebe a který se nachází v jistém, Alici však neznámém, stavu {\displaystyle |\psi \rangle }. Měření polarizace fotonů v Bellově bázi lze za normálních podmínek provést pouze částečně. Relativně snadné je detekovat přítomnost antisymetrického stavu {\displaystyle |\Psi ^{-}\rangle } pomocí interference na děliči paprsků efektem známým jako Hong-Ou-Mandelův jev. Protože je konkrétní výsledek Bellova měření náhodný, obdržíme stav {\displaystyle |\Psi ^{-}\rangle } jen v jednom ze čtyř případů a teleportaci tak lze provést jen s 25% účinností. Pokud je detekován stav {\displaystyle |\Psi ^{-}\rangle }, je signál o jeho naměření zaslán Bobovi, protože v takovém případě už není třeba na Bobův foton aplikovat žádnou dodatečnou operaci. Jeho stav je totiž až na globální fázi už roven stavu původnímu {\displaystyle |\psi \rangle }. Pokud Alice stav {\displaystyle |\Psi ^{-}\rangle } nenaměří, nepošle posléze Bobovi žádnou zprávu a ten svůj foton zahodí. Teleportaci je pak nutno provést znovu s novým párem provázaných fotonů.

### Další fyzikální systémy
Kromě polarizace fotonů byly teleportovány i další jejich vlastnosti, jako orbitální moment hybnosti či kvadratury pole. Teleportace se dočkaly i další fyzikální systémy jako ionty.

### Dosažená vzdálenost
Distribuci počátečního provázaného stavu a zaslání klasické zprávy při teleportaci lze provádět jednak volným prostorem, jednak vedením jakým je např. optické vlákno. V případě volného prostoru je pozemní rekord teleportace na vzdálenost 143 km, přičemž teleportace mezi satelitem a pozemní stanicí provedená v roce 2017 překonala vzdálenost 1400 kilometrů.